# Брайан Силва Гарсия
Брайан Силва Гарсия (порт.-браз. Bryan Silva Garcia; род. 28 марта 1992, Белу-Оризонти) — бразильский футболист, защитник.

## Карьера
Футбольную карьеру начал в 2012 году в составе клуба «Америка Минейро».
В 2020 году подписал контракт с армянским клубом «Алашкерт».
В 2021 году перешёл в казахстанский клуб «Атырау».
В начале 2022 года стал игроком казахстанского клуба «Астана».

## Достижения
«Астана»
- Чемпион Казахстана: 2022

## Клубная статистика
| Игровая карьера | Игровая карьера | Игровая карьера | Лига | Лига | Кубок | Кубок | Межд. | Межд. | Др. | Др. |
| --------------- | --------------- | --------------- | ---- | ---- | ----- | ----- | ----- | ----- | --- | --- |
| 2019            | КРБ             | ?               | 17   | 0    | —     | —     | —     | —     | —   | —   |
| 2019/2020       | Алашкерт        | А               | 11   | 1    | —     | —     | —     | —     | —   | —   |
| 2020/2021       | Алашкерт        | А               | 9    | 0    | 2     | 1     | 1     | 0     | —   | —   |
| 2021            | Атырау          | А               | 25   | 5    | 5     | 0     | —     | —     | —   | —   |
| 2022            | Астана          | А               | 18   | 0    | —     | —     | —     | —     | —   | —   |